# Tretze dies (pel·lícula)
Tretze dies (títol original en anglès: Thirteen Days) és una pel·lícula de drama històric, estrenada l'any 2000 i dirigida per Roger Donaldson, sobre la Crisi dels míssils de Cuba de 1962, vist des de la perspectiva dels líders polítics estatunidencs. Ha estat doblada al català.

## Argument
L'octubre de 1962 un avió espia nord-americà descobreix que la Unió Soviètica està instal·lant míssils a Cuba capaços d'impactar al sud dels Estats Units. El president John F. Kennedy convoca el comitè de crisi i durant tretze dies ell i els seus col·laboradors més estrets busquen la forma d'imposar la retirada dels míssils a la Unió Soviètica resistint les pressions del Pentàgon de llançar una acció armada que hauria pogut iniciar una tercera guerra mundial. Dia a dia, Kennedy afronta un seguit de dubtes delicats mogut pel desig d'evitar l'ús de l'armament nuclear i el desfermament d'un conflicte imprevisible.

## Comentaris
La major part de les escenes tenen lloc a la Casa Blanca, focalitzant sobre el procés de presa de decisions del President John F. Kennedy i el seu germà Robert davant la cúpula militar dels Estats Units, que proposen envair Cuba com a resposta a la instal·lació de míssils soviètics a l'illa caribenya. La major part de la pel·lícula no tracta tant sobre la Guerra Freda com sobre el conflicte entre les autoritats civils i militats sobre quina és l'estratègia correcta a seguir. La pel·lícula està estructurada perquè seguir l'acció a través dels ulls del conseller especial de la Casa Blanca Kenny O'Donnell.
Si bé la pel·lícula porta el mateix títol que el llibre Tretze Dies, de Robert F. Kennedy, de fet està basat en The Kennedy Tapes - Inside the White House During the Cuban Missile Crisis, d'Ernest May i de Philip Zelikow.

## Repartiment
- Kevin Costner: Kenneth "Kenny" O'Donnell
- Bruce Greenwood: el President John F. Kennedy
- Stephanie Romanov: la Primera Dama Jacqueline Kennedy
- Steven Culp: el Fiscal General Robert F. Kennedy
- Dylan Baker: el Secretari de Defensa Robert McNamara
- Bill Smitrovich: el President de la Junta de Caps d'Estat Major Gen. Maxwell Taylor
- Frank Wood: el Conseller de Seguretat Nacional McGeorge Bundy
- Ed Lauter: el Director Adjunt de la CIA Tinent General Marshall Carter
- Kevin Conway: el Cap de l'Estat Major de l'USAF General Curtis LeMay
- Tim Kelleher: Ted Sorensen
- Len Cariou: Dean Acheson
- Brick Mason: Bryce Mason